# Albert Poli
Pour les articles homonymes, voir Poli.
Albert Poli, né Alberto Poli,  le 17 mai 1945 à Colzate (Italie), et mort le 6 décembre 2008 à Dinard (France), est un footballeur et entraîneur franco-italien de football. Il a évolué pendant la majeure partie de sa carrière au SCO Angers avant de porter par la suite les couleurs du Paris Saint-Germain, du Stade rennais et du FC Rouen.

## Carrière
Né en Lombardie, Albert Poli a deux ans lorsque ses parents émigrent en Lorraine. Il commence le football à la JS Audunoise et se retrouve sous les ordres de Robert Lacoste. En 1965, ce dernier est nommé directeur sportif du SCO Angers et emmène Poli avec lui.
En Maine-et-Loire, il devient incontournable au milieu de terrain, formant une paire redoutable avec Jean-Marc Guillou. Doté d'une bonne vision du jeu, d'une technique pure et d'une frappe de balle puissante et précise, il fait le bonheur du SCO pendant neuf saisons, connaissant tour à tour les joies de la Division 1, une relégation en Division 2, une remontée immédiate ponctuée d'un titre de champion, et surtout la Coupe UEFA avec une double confrontation contre le BFC Dynamo Berlin.
En 1974, Albert Poli rejoint Paris Saint-Germain, qui vient d'être promu en D1. Il n'y reste qu'une saison, l'ambiance y étant mauvaise mais obtient pendant ce temps la nationalité française, vingt-sept ans après son arrivée dans l'hexagone. En 1975, il atterrit au Stade rennais qui vient de consommer une descente en deuxième division. Titulaire indiscutable au milieu de terrain, souvent associé au Marocain Houssaine Anafal, il décide pourtant de ne pas prolonger son séjour en Bretagne malgré la remontée en D1 acquise en fin de saison. Il rejoint alors son ancien entraîneur Pancho Gonzales, désormais au FC Rouen, en deuxième division. Une nouvelle montée s'ensuit, puis une dernière saison en première division.
En 1978, Poli quitte le monde professionnel pour devenir entraîneur-joueur à Digne-les-Bains. Il y restera pendant neuf ans, disputant même un trente-deuxième de finale de Coupe de France contre l'OGC Nice en février 1982, à près de 37 ans. En 1987, il revient en Bretagne et devient entraîneur du Stade dinannais jusqu'en 1995, et occupe en parallèle un poste d'éducateur sportif attaché à la municipalité de Dinan jusqu'en 2003, date de sa retraite.
Le 6 décembre 2008, il meurt des suites d'un cancer.

## Palmarès
- 1969 : Champion de France de Division 2 (SCO Angers)